# Guardia Costera Sueca
La Guardia Costera Sueca (en sueco: Kustbevakningen) es una agencia gubernamental civil de Suecia con la misión de:
- vigilancia marítima y otras tareas de control e inspección, así como la limpieza del medio ambiente después de los derrames de petróleo en el mar.
- Coordinar las necesidades civiles de vigilancia marítima y de información marítima.
- seguir el desarrollo internacional en el campo y participar en los esfuerzos internacionales para establecer controles en las fronteras, aplicación de la ley en el mar, protección del medio ambiente en el mar y otras tareas de vigilancia marítima.

La Guardia Costera sueca lleva a cabo algunas de la supervisión por vía aérea (desde su base en el aeropuerto de Skavsta al suroeste de Estocolmo), y en la época invernal por aerodeslizador en las aguas cubiertas de hielo de la Bahía de Botnia desde su estación de Luleå. La Guardia Costera también tiene deberes regulares marítimos en Lago Vänern, el tercer lago más grande de Europa, fuera de operación de Vänersborg.

## Organización

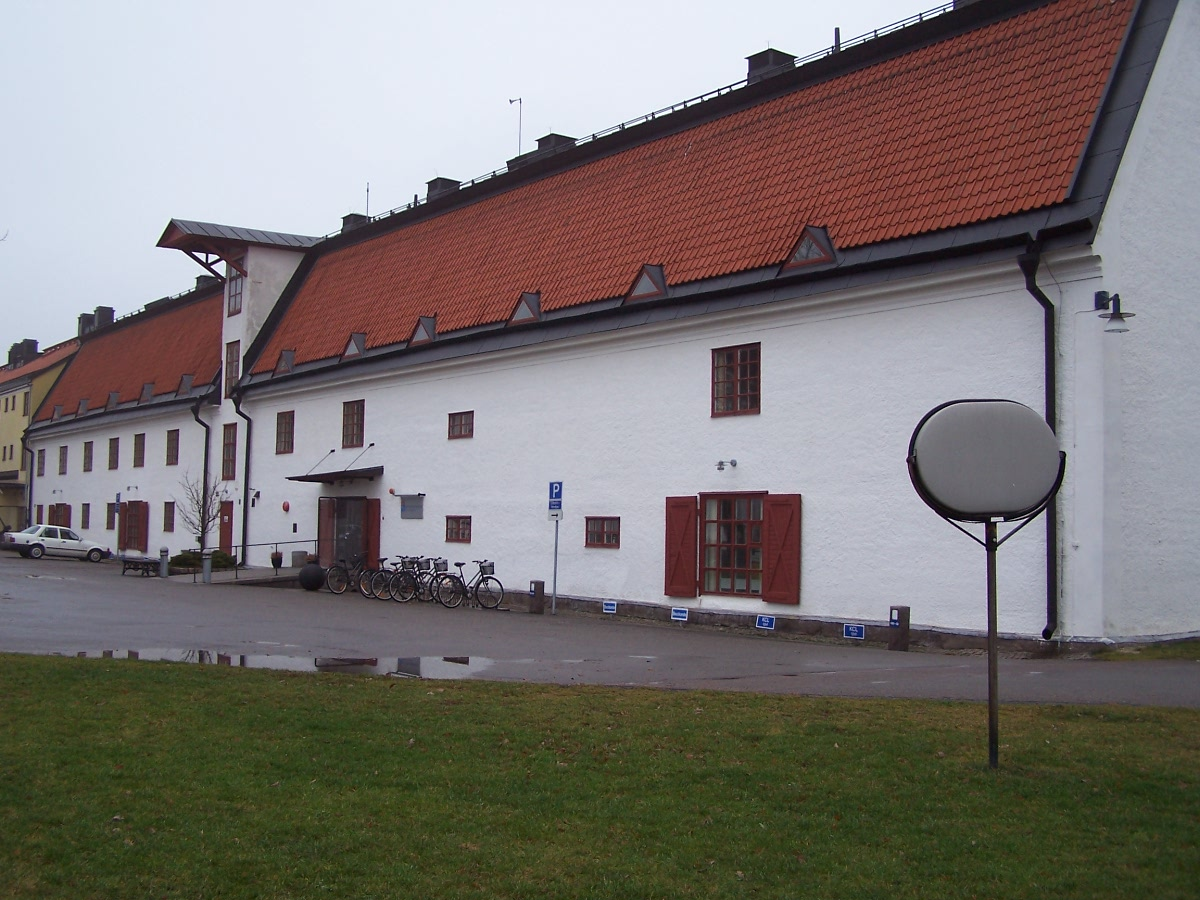
Sede de la Guardia Costera de Suecia en Karlskrona.

La Guardia Costera cuenta con 26 estaciones costeras, incluyendo una estación de la aviación costera. Las estaciones de otoño en cuatro áreas regionales del Norte (KRN), Este (KRO), Oeste (KRV) y Sur (KRS), con la sede regional ubicada en Härnösand, Estocolmo, Gotemburgo y Karlskrona, respectivamente. Cuatro centros de gestión de los controles de las actividades operativas diarias y también hay al menos un oficial de guardia todo el día. Sede central de la Guardia Costera se encuentra en la histórica ciudad naval de Karlskrona, que es Patrimonio de la Humanidad de la UNESCO.
The total number of Coast Guard employees across the country amounts to around 800.
Neither Cost Guard Ships or officers carry military weapons. Instead each officer is eqipped with Glock 17, asp baton, OC spray and Handcuffs.

## Barcos de la Guardia Costera

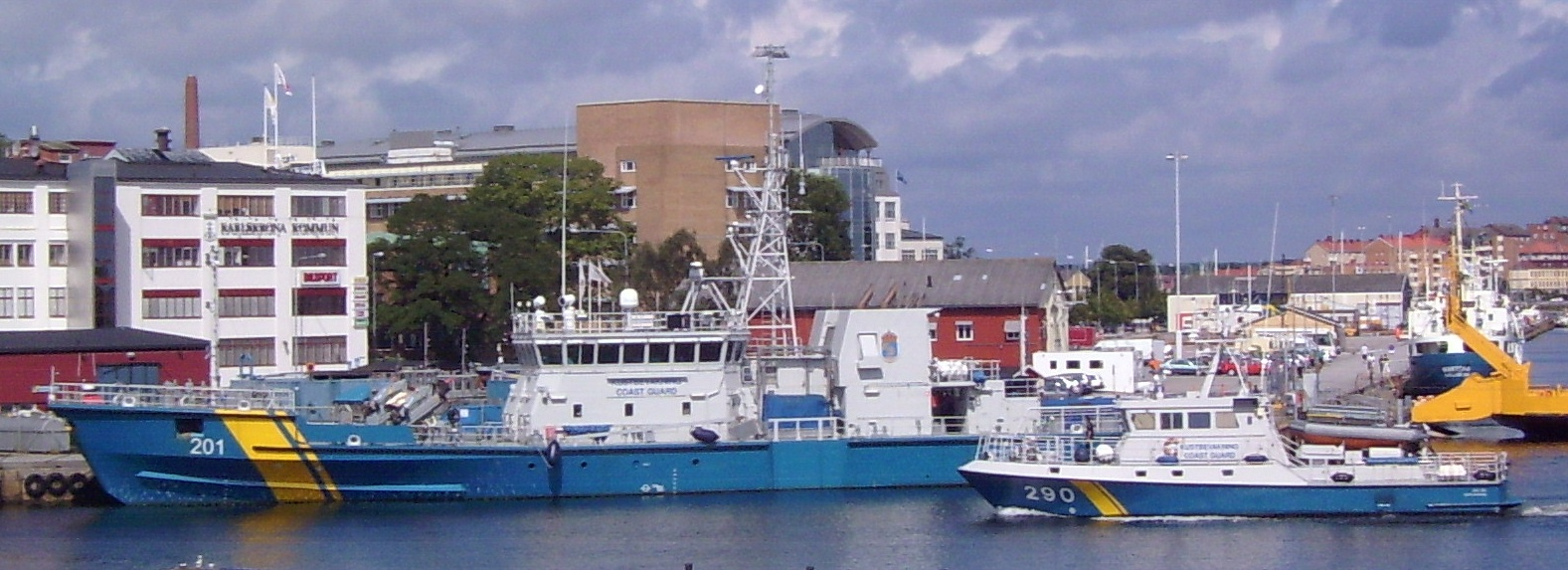
Naves de la Guardia Costera de Suecia, en Karlskrona

### Barcos de vigilancia

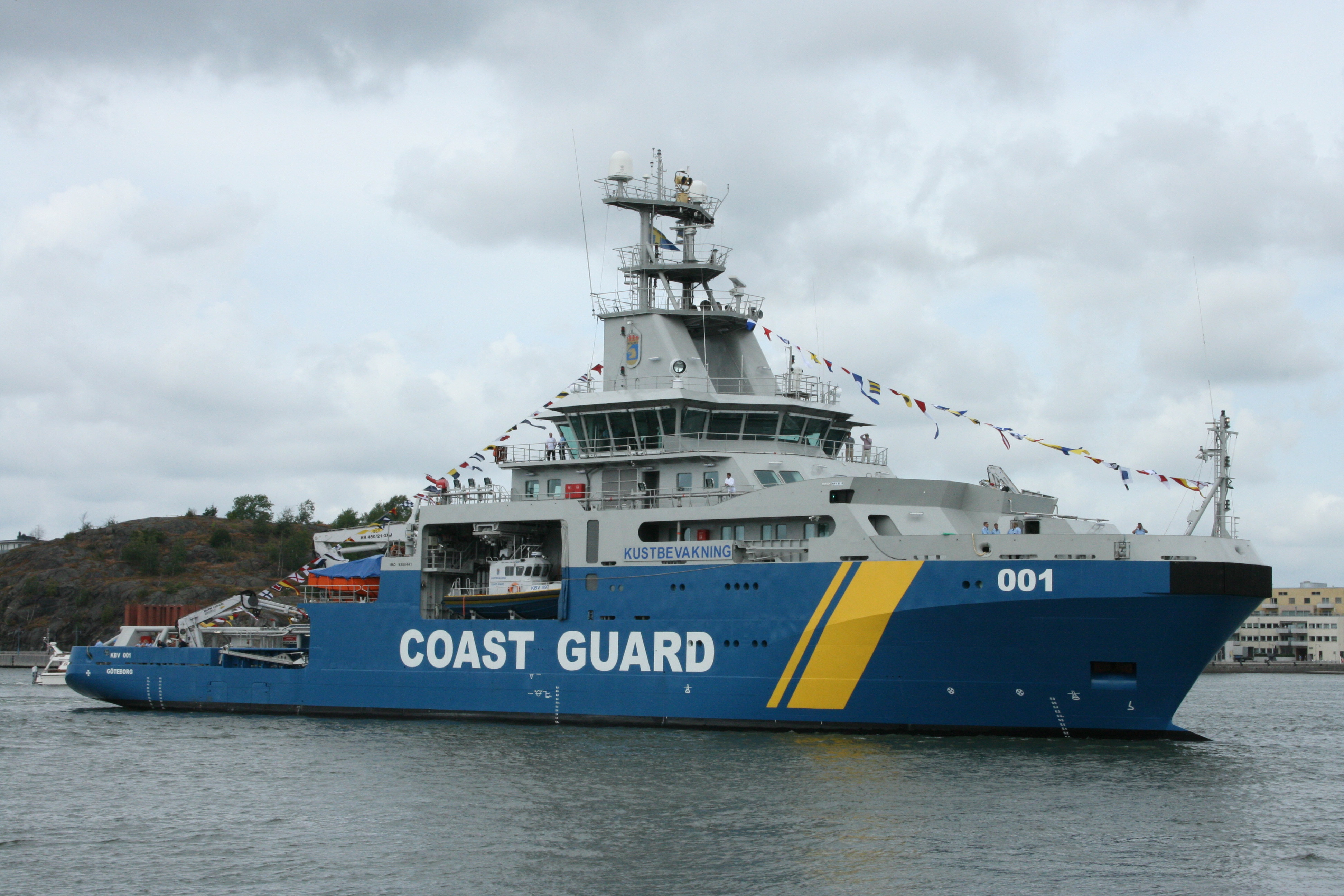
Swedish Coast Guard Multi Purpose Vessel KBV001 Poseidon

La Guardia Costera cuenta actualmente con 22 buques de vigilancia que se utilizan principalmente para patrullar con cierta capacidad de respuesta los derrames de petróleo.

### Embarcaciones de Protección Ambiental
La Guardia Costera cuenta actualmente con 12 buques de protección del medio ambiente utilizan principalmente para derrames de hidrocarburos, y en segundo lugar para el patrullaje.

### Combinación
La Guardia Costera cuenta actualmente con dos buques que combinan las características de los buques de protección del medio ambiente y buques de vigilancia.

### Aerodeslizador
La Guardia Costera cuenta con cinco aerodeslizadores, principalmente en el norte de Suecia, donde se puede viajar a través tanto de hielo, agua y tierra. KBV 593 con sede en Lulea, KBV 592 con sede en Umeå, KBV 591 con sede en Örnsköldsvik, KBV 594 KBV con sede en Vaxholm, y 595.

### Barcazas
La guardia costera mantiene una gran barcaza, 866 KBV en Härnösand, utilizado para el almacenamiento del petróleo absorbido.

### Buques
La Guardia Costera tiene 100 buques. Algunos de ellos son utilizados como auxiliares para embarcaciones más grandes.

## Aeronaves

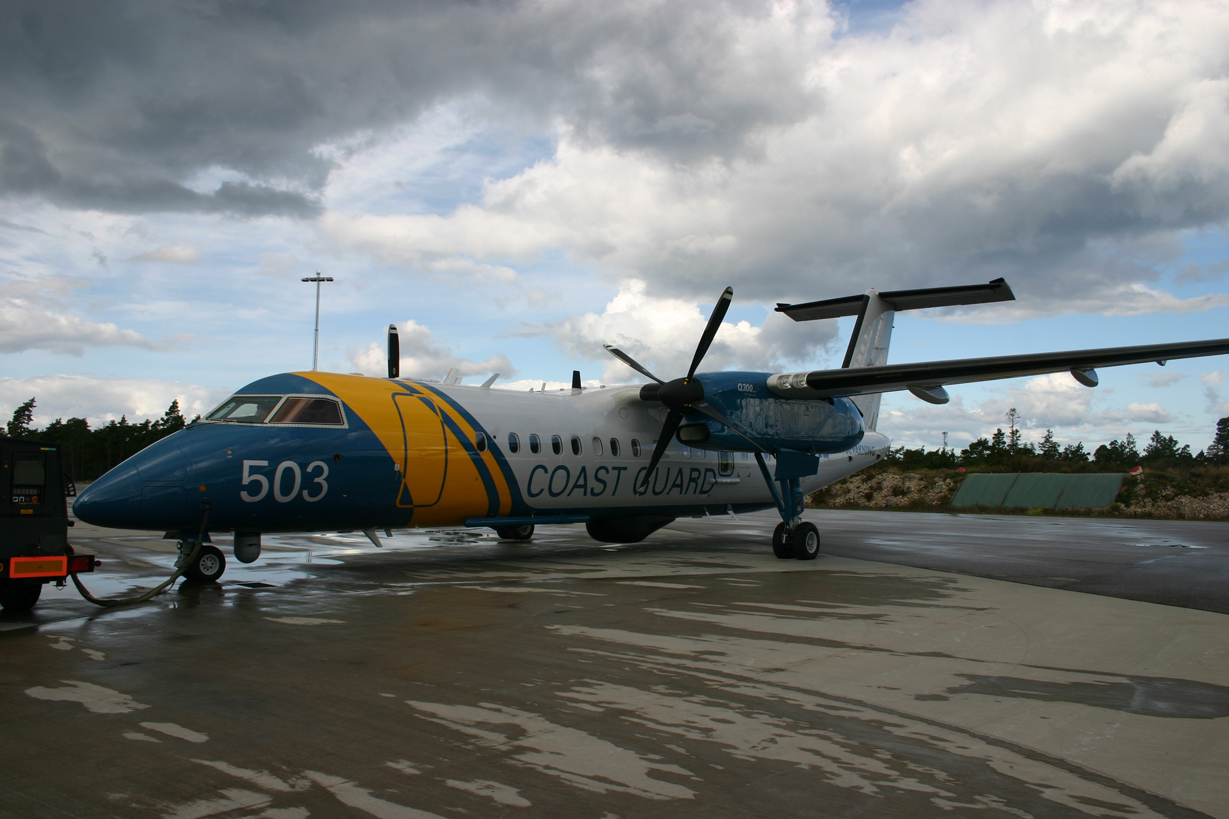
Un Bombardier Dash 8 Q-300 KBV503

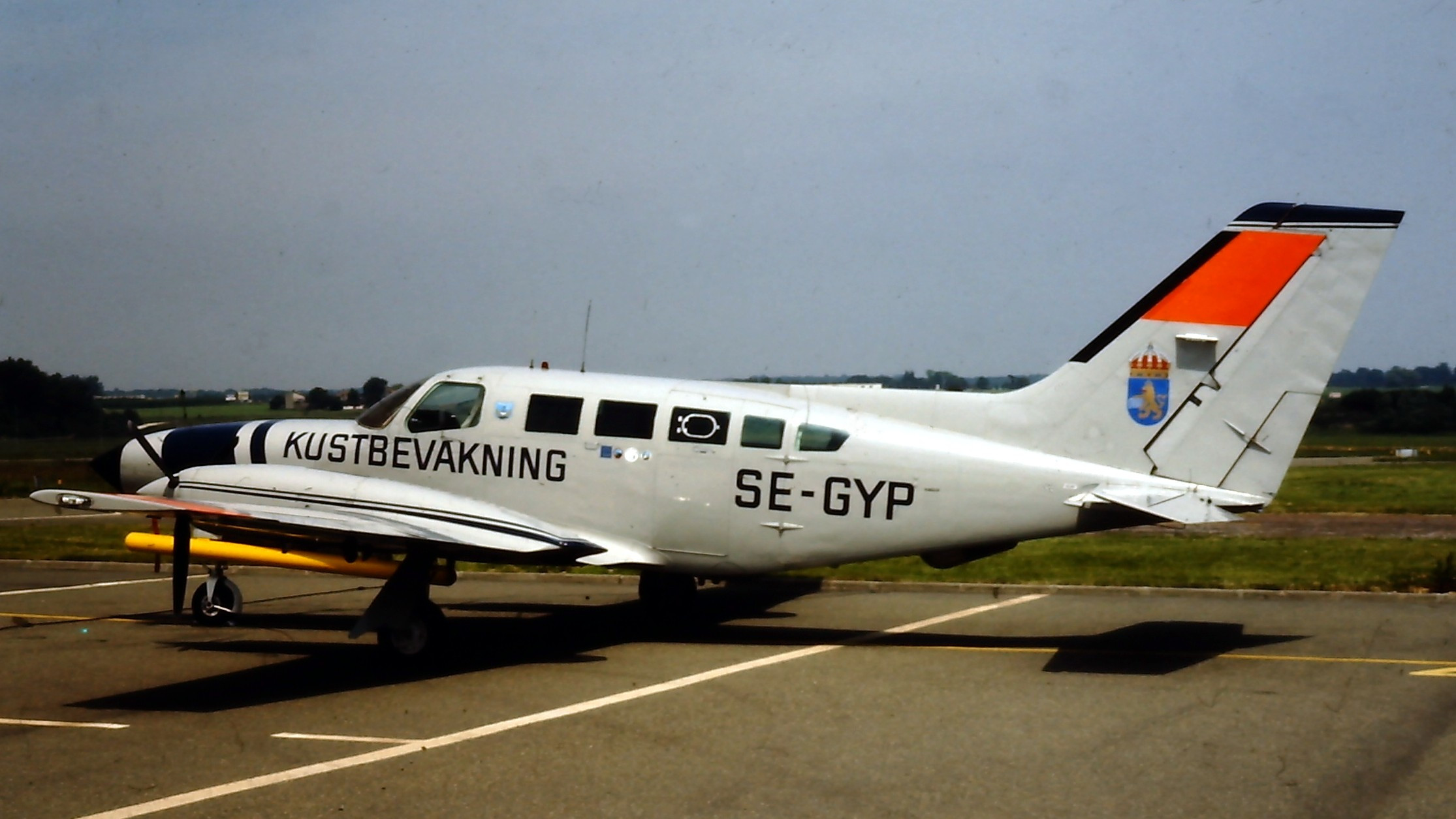
Un Cessna 402C en 1981

La Guardia Costera sustituyó los CASA C 212 por tres nuevos Bombardier Dash 8 Q-300 numerados como KBV 501, 502 y 503rd. Su base está en el Aeropuerto de Estocolmo-Skavsta en Nyköping.

## Incidentes
- El 26 de octubre de 2006: un CASA C-212 Aviocar sueco chocó en el Canal de Falsterbo durante una misión, falleciendo a sus cuatro integrantes.[5][6][7]